# Bob Gray (Skilangläufer)
Robert Hawkes „Bob“ Gray (* 25. April 1939 in Brattleboro, Vermont) ist ein ehemaliger US-amerikanischer Skilangläufer.
Gray nahm erstmals 1968 in Grenoble, Frankreich an den Olympischen Winterspielen teil. Im 15-km-Rennen belegte er den 48. Platz. In der Staffel über 4 × 10 km erreichte er zusammen mit Mike Gallagher, Mike Elliott und John Bower den 12. Rang. 1972 startete er über 30 und 50 Kilometer und errang dabei die Plätze 42 und 33.
Gray wurde mit dem Finlandia Award für besondere Leistungen im Bereich des US-amerikanischen Skilanglaufes ausgezeichnet.
Gray ist verheiratet mit der Alpinen Skirennläuferin Kim Mumford. Zusammen eröffneten sie ein Gasthaus und Skitourencenter in Randolph, Vermont. Später zogen sie nach Newbury, Vermont, wo sie eine kleine Farm betreiben.